# Панейко Юрій Лукич
Панейко Юрій Лукич (3 квітня 1886, Золочів, Львівська область — 18 серпня 1973, Мюнхен) — український правник, громадський діяч. Доктор юридичних наук. Дійсний член НТШ і УВАН, адміністративіст, історик держави та права.

## Біографія
Народився 3 квітня 1886 року в Галичині (місто Золочів Львівської області).
Вищу освіту одержав у Львівському університеті де в 1910 році закінчив факультет права та політичних наук, промуючись на доктора права.
В 1911 р. Панейко виїжджає до Галле (Німеччина), де займається ширшою науково-дослідницькою працею в рамках тамтешньої університетської програми на тему «Конституція в містах східних провінцій Пруссії, у порівнянні з містами в Галичині». В цьому університеті Панейко працює під керівництвом тоді відомого в Європі професора Ленінґа, визначного теоретика адміністративного права.
Для подальшої спеціалізації він через рік переїжджає до Відня, де продовжує наукову працю під керівництвом професора Бернаціка. Тут Юрій Панейко розпочинає опрацювання нової наукової теми, пов'язаної з правами національностей у Росії. Для одержання першоджерельних матеріалів Юрій Панейко в 1913 році, одержавши державну стипендію заходами Львівського університету виїжджає до Петербургу, де вивчає матеріали з російського права та працює в Імператорській публічній бібліотеці. Перша світова війна перервала наукову працю.
У повоєнних роках Юрій Панейко перебуває у Швейцарії (з 1924 року) і Франції, збираючи матеріали для подальшої наукової роботи.
В 1926 році в Парижі публікується його праця — «Ґенеза і підстави європейського самоврядування».
Слід згадати, що у 1910-26, одночасно з науковою діяльністю Панейко, із перервами працював службовцем в адміністраціях Галицького намісництва(Львів), та Львівського та Краківського воєводств, здобуваючи таким чином кошти для дальшої науки. Разом з теоретичною підготовкою набував і практичного знання, що пізніше дуже допомогло йому в науковій праці.
В 1926 році Панейко габілітувався на доцента адміністративного права й адміністрації у Ягелонському університеті (Краків).
В 1928 р. очолює (спочатку як надзвичайний професор) кафедру адміністрації та адміністративного права Віленського Університету Стефана Баторія, будучи її завідувачем до 1939 року. А вже в 1931 стає одночасно деканом факультету права та суспільних наук цього ж університету. На цій посаді він знаходиться до 1934 року.
В 1936 р. Панейко одержує ступінь звичайного професора адміністрації та адміністративного права Віленського Університету Стефана Баторія.
У 1934-39 рр. його обирають членом Компетенційного трибуналу у Варшаві. Це була судова установа, покликана вирішувати спори між вищими державними установами, інтерпретуючи певні норми діючої конституції. По суті це був прототип Конституційного суду у Польщі.
Спочатку шовіністичні кола Польщі вимагали скасувати обрання українця на цей пост. Та вищі польські державні чини змушені були рахуватись з тим, що Юрій Панейко був вже тоді одним з найвизначніших авторитетів адміністративного права в Європі.
З найважливіших наукових праць того часу слід згадати: «Значення станового самоврядування в державній організації» (Краків, 1928), «Польське адміністративне право» (Краків, 1929). З інших праць варто назвати: «Комунальне самоврядування у Швейцарії» (Варшава, 1929), «Ідея правомірності і право про устрій адвокатури» (1939) та ін.
Під час II світової війни професор Панейко перебував у Кракові, а згодом у Відні. Бурхливі роки другої світової війни не сприяли науковій праці. Але навіть у тих обставинах виходить кілька важливих праць. Зокрема, видано працю «Das polnische Wasser und Fischereirecht»" (Краків 1943).
Після війни змушений знаходитись на еміграції в Німеччині, тож переїжджає до Мюнхена, де з 1948 і аж до смерті працює професором розміщеного там Українського вільного університету (1948—1973). Протягом цього часу двічі обирався ректором УВУ в Мюнхені (у 1948 і 1961 роках).
Очолюючи кафедру адміністрації й адміністративного права, професор Панейко віддавався повністю педагогічній праці та здобув живий контакт з українським студентством. Протягом двох каденцій професора Юрія Панейка, як ректора Український Вільний Університет одержав від німецького Міністерства культури офіційне визнання як рівноправна з німецькими державними університетами українська вищоосвітня установа. Варто відзначити, що в цей час в УВУ навчалась велика кількість студентів інших національностей, а також і деяка кількість докторантів і колишніх студентів Віленського університету. Як відзначали тоді сучасники «авторитет української високої школи стоїть високо, бо і високим авторитетом користується в міжнародних наукових колах ректор УВУ проф., д-р Юрій Панейко».
Там-таки, в Мюнхені опублікувується праця, яка вважається його найважливішим досягненням в житті: «Теоретичні основи місцевого самоврядування» (1963).
Помер ректор УВУ Юрій Лукич Панейко 18 серпня 1973 року у Мюнхені.

## Наукова спадщина
Панейко є яскравим представником державної теорії місцевого самоврядування, багато уваги надавав ґенезі інституту місцевого самоврядування, розкриттю його сутності та змісту, співвідношенню з явищем державного управління тощо. Юрій Панейко визначав місцеве самоврядування «як оперту на приписи закону децентралізовану державну адміністрацію, виконуючу місцевими органами, які ієрархічно не підлягають іншим органам і є самостійними в межах, визначених законом загально правного порядку».
Сучасники в еміграції називали його «одним з найвизначніших теперішніх українських вчених»
Юрій Панейко саме з цієї когорти учених, хто протягом життя досліджував проблеми місцевого самоврядування в європейських країнах і був там почутий, невідомим, але залишився незатребуваним в Україні. Звісно, не з вини рядових земляків. Очільникам бездержавного народу нічого іншого й не залишалося, як догідливо охороняти підлеглих від проникнення в їхнє середовище демократичних ідей. Тим паче що вже місце перебування того земляка відлякувало — Мюнхен. А саме тут сучасники Юрія Лукича захоплювалися його ерудицією, далекосяжними науковими висновками, друзі ж та просто знайомі, крім того, — глибинною любов'ю до України.
У «Збірнику на пошану Юрія Панейка» (Мюнхен, 1988) його сучасники зазначають, що основним об'єктом науки про місцеве самоврядування вчений вважав громаду. Саме вона «є тою клітиною, в якій проявляється безпосередня стичність державного органу з кожним громадянином, де добра адміністрація може себе проявити дуже позитивними наслідками».
На думку Юрія Панейка, поширенню терміна «місцеве самоврядування» сприяв німецький вчений Р. Гнейст, який пристосував англійське «selfgovernment» до умов організації місцевої влади у Пруссії середини XIX ст. При цьому він скористався німецьким «Selbstverwaltung», яке ідентифікував з «selfgovernment», а це, як стверджує Юрій Панейко, було помилкою, оскільки «selfgovernment» є формою правління парламентської держави, що є протилежною до «government by prerogative» — форма правління, яка іменується абсолютною монархією. А сам термін «місцеве самоврядування» Р. Гнейст взяв із праці Сміта «Local Selfgovernment», який для позначення англійської місцевої адміністрації вживає слова « local self-government».
У перекладі з німецької як «местное самоуправление» цей термін прийшов до Росії, а затим як «місцеве самоврядування» і до України.
У деяких державах подібна термінологія взагалі не застосовується, наприклад, у Франції законодавство оперує термінами «децентралізація» (la decentralisation), який почав застосовуватися як реакція на введення 28 плювіозу VIII року (17 лютого 1800 р.) Наполеоном префектуальної комунальної системи, або «муніципальна влада» (pouvoir municipal).
Водночас слід сказати, що учений не обожнював, не вважав демократію досконалістю. Його, зазначають автори збірника, «не вдоволяє, що в демократії вирішне значення має механічна більшість, незалежно від її вартости. Тут як фахівець, так і простак, мудрий і дурень мають голос однакової вартости. Вирішує маса, яка може скоро підпасти під впливи демагогів, яка неспроможна піднестися над рівень пересічности». І далі: «Він вважає, що в державному житті повинні бути представлені інтереси поодиноких суспільних верств, а тому необхідно знайти такий модус виборів, який забезпечував би пропорційну участь представників усіх верств у діючих органах». Адже в демократії «політичні погляди чи інтереси партії ставляться подекуди вище загального добра, де фахівець, який знає своє діло, мусить часто поступатися місцем ставленикові партії без потрібних знань і належного досвіду».
На підставі ґрунтовного аналізу вчений дійшов висновку, що «для українських відносин надавалася б найкраще французька система державної адміністрації, подібною до якої є австрійська. Це — через її ясність і простоту». Натомість він критично дивився на систему німецької державної адміністрації, тому що «вона є доволі заплутана, а через це й мало проглядна. І коли вона все-таки справно функціонує, то завдячувати це треба фактові, що німецькі державні службовці є фахово озброєні й виконують поставлені їм завдання совісно».
Варті уваги в цьому сенсі й деякі застороги Юрія Панейка, який неухильно вірив у державну незалежність України. Автори цитованого збірника, зокрема, зазначають: «Для самостійности України він бачив велику небезпеку в характері українця, в його нахилі до анархії. Після довголітньої неволі ця небезпека є реальна і доволі грізна».
Далекосяжні висновки, ідеї вченого, ґрунтовані на європейському досвіді, варті всебічної уваги сучасних очільників місцевого самоврядування, широких кіл громадськості.
До того ж, останніми роками з ініціативи депутата Київради Наталії Шиманської організовано Фундацію місцевої демократії та європейської інтеграції імені Юрія Панейка. Після трагічної загибелі депутатки фундацію очолює Олександр Ключко.
Основні напрямки своєї діяльності — з адміністрації і адміністративного права Панейко писав польською, німецькою і українською мовами.

### Основні праці
- «Витоки і основи європейського самоврядування (1926)»
- «Значення професійного самоврядування в організації держави» (1928)
- «Комунальне самоврядування у Швейцарії (1931)»
- «Наука адміністрації і адміністративного права (1947)»
- «Етичні моменти в державному житті (Вийшла у „Збірник УВУ“, 1948)»,
- «Теоретичні основи місцевого самоврядування (1963)»
- «Польське адміністративне право» (Краків, 1929),
- «Комунальне самоврядування у Швейцарії» (Варшава, 1929),
- «Ідея правомірностей» (1939)
- «Право про устрій адвокатури»
- «Das polniche Wasser und Fichereirecht» (Краків, 1943).

Панейко був також і автором різних статей на філософські, літературні і мистецькі теми. Його праці не втратили свого значення і сьогодні.